# 三地門郷

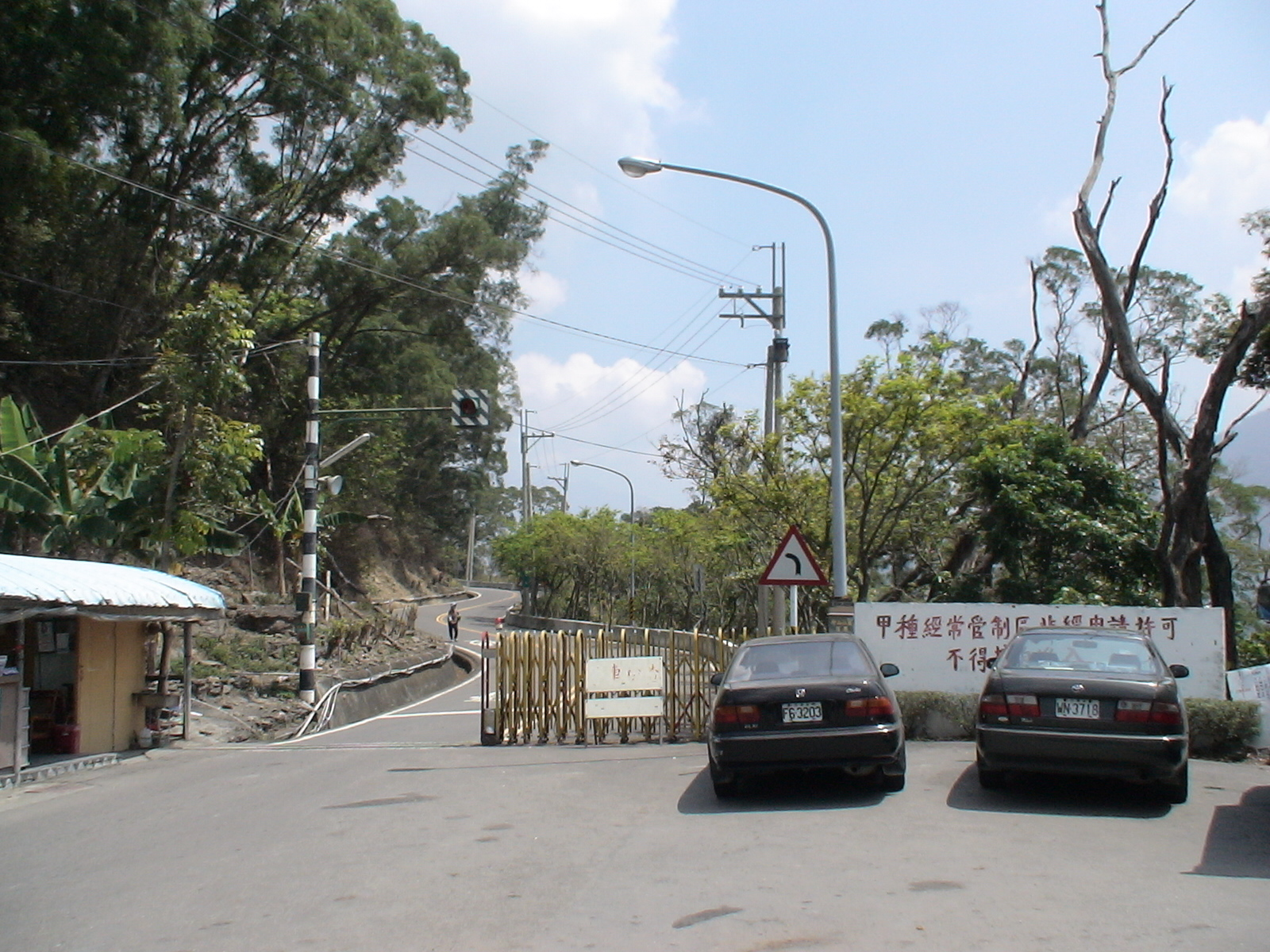
台24線の屏東県政府警察局里港分局三徳検問所

三地門郷（サンディーメン/さんていもん-きょう）は、台湾屏東県に位置する郷である。

## 地理
三地門郷は屏東県北端に位置し、北は高雄市茂林区と、東は霧台郷と、西は高樹郷と、南は内埔郷、瑪家郷とそれぞれ接している。山地と平原の境界に位置し、郷内は丘陵地帯が多くを占め、海抜は100から2,159mとなっている。隘寮渓が郷内を流れている。住民はパイワン族が多数を占めている。

## 歴史
三地門郷はパイワン語で「スティムル（Stimur）」と称されていたが、福建からの入植者により同音の「山猪毛」或いは「山地門」と称されるようになった。
1935年、日本政府はパイワン族のティムル社（Timor）、タバサン社（Talavatsal）、サララウ社（Saralau）の3社を現在の三地門地区に移住させ、碁盤状の集落を建設した。当時は高雄州屏東郡の管轄であり、「山地門」或いはカタカナで「サンテイモン」と称されていた。戦後は高雄県三地盟郷とされ、1947年に「三地郷」と改称、1950年に屏東県に帰属した。1992年8月に「三地門郷」と改称されて現在に至っている。
1934年、北原白秋が台湾を旅行した際、ここを訪れ、「サンテイモン」と題した童謡を作詞している。作曲は弘田龍太郎。

## 行政区
| 村                                                                             |
| ------------------------------------------------------------------------------ |
| 大社村、徳文村、達来村、三地村、賽嘉村、馬児村、安坡村、青山村、青葉村、口社村 |

## 歴代郷長
| 代 | 氏名 | 着任日 | 退任日 |
| -- | ---- | ------ | ------ |

## 教育

### 国民小学
- 屏東県立三地国民小学
- 屏東県立青山国民小学
- 屏東県立口社国民小学
- 屏東県立賽嘉国民小学
- 屏東県立大社国民小学

## 交通
| 種別 | 路線名称 | その他 |
| ---- | -------- | ------ |
| 省道 | 台22線   |        |
| 省道 | 台27線   |        |

## 観光
- 原住民文化園区
- 徳文八景
- 達来吊橋
- 大社瀑布
- 大津瀑布
- 紫蝶谷
- 海神宮渓谷
- 霧台谷川大橋